# Encymon bipustulatus
Encymon bipustulatus es una especie de coleóptero de la familia Endomychidae.

## Distribución geográfica
Habita en Nueva Bretaña y Nueva Guinea.